# Limkokwing University of Creative Technology
Limkokwing University of Creative Technology (malaiisch Universiti Teknologi Kreatif Limkokwing, auch kurz: Limkokwing) ist eine Privatuniversität mit international verteilten Campus in Afrika, Europa und Asien. Der Mutter-Campus befindet sich in Cyberjaya, Malaysia; die Universität hat insgesamt mehr als 30.000 Studenten aus mehr als 150 Ländern an den Campus in Kuala Lumpur, Melaka, Kuching, Botswana, Kambodscha, Lesotho, Sierra Leone, Eswatini und in Großbritannien.
Sie gilt als eine der führenden Arts and Design Schools in Asien und steht auch im asiatischen Universitätsranking QS Rankings an hoher Stelle.

## Geschichte
Das Limkokwing Institute of Creative Technology wurde 1991 von Tan Sri Dato’ Sri Paduka Dr Lim Kok Wing gegründet. Es wurde 2002 das erste private College, welches als University College anerkannt wurde.

## Campus

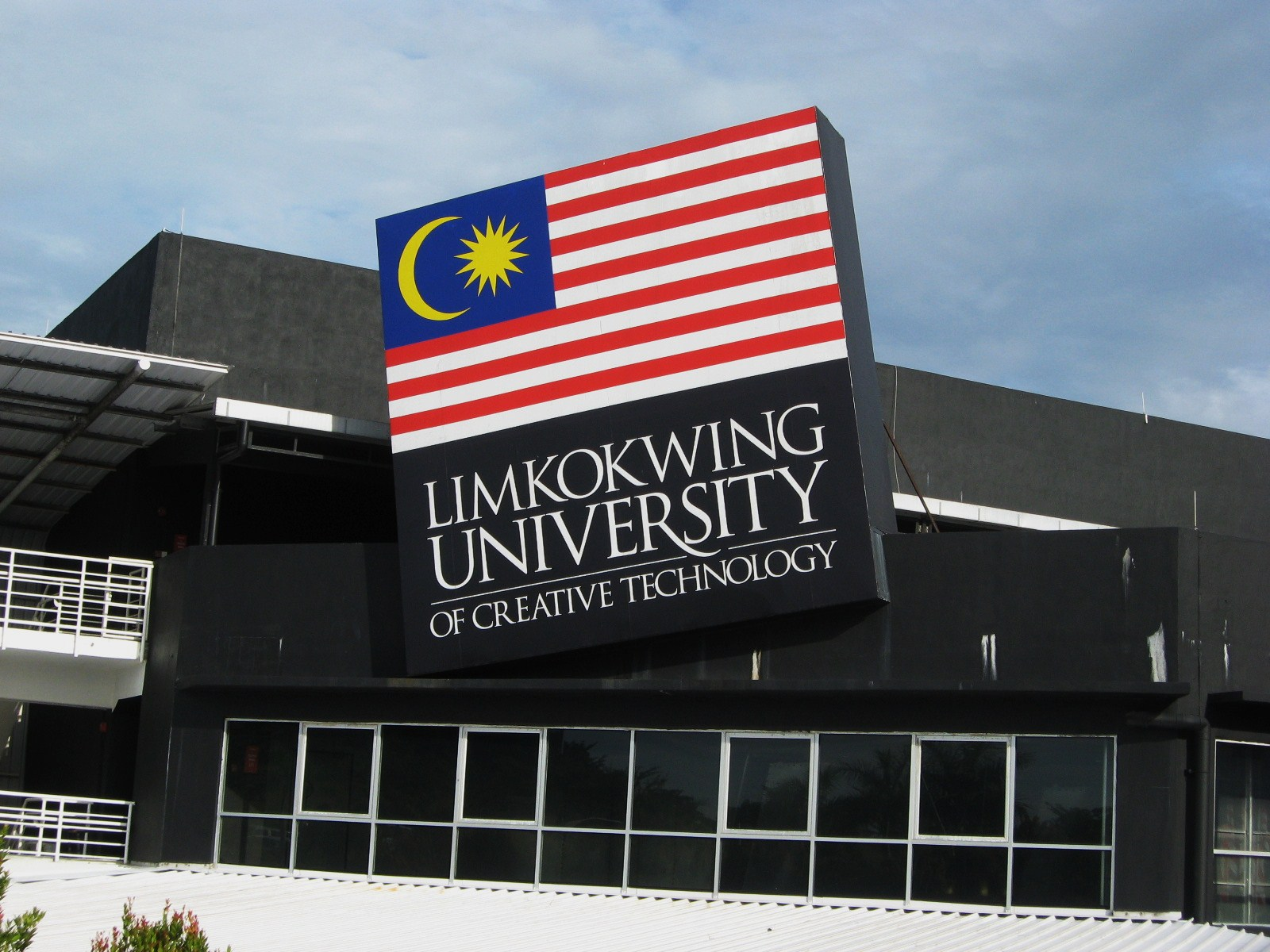
Limkokwing University of Creative Technology

Limkokwing University hat Campus auf drei Kontinenten mit mehr als 30.000 Studenten aus mehr als 150 Ländern:
- Limkokwing Borneo in Kuching, der Hauptstadt von Sarawak, dem flächengrößten Staat von Malaysia auf Borneo.[5] Dieser Campus wurde am 19. Februar 2009 eröffnet.
- Limkokwing Botswana in der Hauptstadt von Botswana, Gaborone (14. Mai 2007).[6]
- Limkokwing Cambodia in Phnom Penh, Kambodscha.[7]
- Limkokwing Lesotho in Maseru, der Hauptstadt von Lesotho. Eröffnet durch Premierminister Pakalitha Mosisili am 15. Oktober 2008.[8]
- Limkokwing Malaysia in Cyberjaya, einer neugegründeten Stadt in Malaysia. Allein dort studieren 9.500 Studenten aus 145 Ländern. Der Campus hat den Staatspreis Highest Enrolment of Foreign Students Award and Special Award for Globalizing Malaysian Education des malaysischen Ministry of Education und den Export Excellence Award vom Ministry of International Trade and Industry.[9]
- Limkokwing London im Zentrum von London, Chancery Lane.
- Limkokwing Mbabane bei Mbabane, Eswatini[10]

## Kurse
Limkokwing bietet Kurse auf unterschiedlichsten Ebenen an, von Sprachkursen über Grundlagen-, bis hin zu Doktorandenkursen (foundation, diploma, degree, masters, DBA, PHD, language, professional courses).
Die Universität verfügt über sieben Fakultäten und drei Schulen:
- Design Innovation
- Multimedia Creativity
- Communication
- Media and Broadcasting
- Information Technology and Computing
- Business Management and Globalization
- Architecture and Built Environment
- Civil Engineering

Schulen
- The Sound and Music Academy
- Film and Television Academy
- The International Lifestyle Design Academy

## Ehrungen
Die Hochschule hat bereits zahlreiche Preise gewonnen:
- Global Innovation Leadership in Education.[12]
- Outstanding Achievement in Web Development for Education Standard of Excellence, Portal Standard of Excellence, University Standard of Excellence.[13]
- Commander of the Most Meritorious Order of Mohlomi durch König Letsie III. von Lesotho.[14]
- Global TVET Model University Award durch den Accreditation Service for International Colleges (ASIC, Vereinigtes Königreich) und Transformation Leadership in Global TVET Education Award an Limkokwing.[15]
- International Arch of Europe Award für Qualität, Führungsstil, Technologie und Innovation.[16] (ein gekaufter Titel)

## Consortium
Das Consortium der Universität besteht aus den Institutionen, die eine Partnerschaft mit Limkokwing unterhalten:
- RMIT University
- Curtin University of Technology
- University of Melbourne
- University of East London
- Robert Gordon University
- Anglia Ruskin University

## Partnerfirmen
Limkokwing hat durch ihre Trainings-Abteilung, Malaysia Design Innovation Centre (MDI), Partnerschaftsverträge (memoranda of understanding, MoU) mit zahlreichen Industrie-Partnern und staatlichen Organisationen.
Durch diese Beziehungen kooperiert die Universität in den Bereichen von Markenentwicklung, Verpackungsdesign und Forschung und Entwicklung.